# Vándory Béla Géza
Vándory Béla Géza (Újpest, 1885. május 10. – Alsógöd, 1939. május 4.) színész, főhadnagy.

## Családja
Apja Vándory Gusztáv parlamenti gyorsíró revizor, anyja Sindolni Hermine. Bátyja Vándory Gusztáv színész, felesége Márkus Angéla színésznő.

## Életútja
Színészakadémiát végzett és 1907-ben kezdte a pályát dr. Farkas Ferencnél, Szabadkán, majd Mezei Kálmán, Szilágyi Dezső, Miklóssy Gábor voltak az igazgatói. Az első világháborúban bevonult. 1921 szeptemberétől a Nemzeti Színház tagja volt, ahol epizódszerepeket játszott 1932-ig.

## Kitüntetései
A hadiékítményes K. a. érdemkereszt, a II. oszt. ezüst Vitézségi- és a Sebesülési-érem, a Károly-csapatkereszt, a kardokkal és sisakkal díszített háborús emlékérem tulajdonosa és a német Ehrenlegion emlékérmese volt.